# Винкс: Чаролија се враћа
Винкс: Чаролија се враћа (енгл. Winx Club: The Magic Is Back) италијанска је анимирана телевизијска серија коју је створио Иђинио Страфи. Рибут је серије Винкс (2004—2019).

## Радња
Серија се одвија у чаробној димензији Меџикс и прати Блум, тинејџерку са Земље која открива своје виленске моћи и уписује се у Алфију, школу за виле и вештице. Она се спријатељује са Стелом, Флором, Техном, Мјузом и Аишом, с којима се бори против мрачних сила.

## Гласовне улоге
| Улога |
| ----- |
| Блум  |
| Стела |
| Флора |
| Техна |
| Мјуза |
| Аиша  |